# Herbert Olsson
Olof Herbert Olsson, född 11 augusti 1899 i Färgelanda församling, Älvsborgs län, död 25 december 1969 i Uppsala domkyrkoförsamling, Uppsala, var en svensk teolog.

## Biografi
Olsson blev filosofie kandidat vid Lunds universitet 1921, teologie kandidat 1927, teologie licentiat 1933 samt teologie doktor och docent i teologisk etik i Lund 1935. Han var professor i teologisk etik med religionsfilosofi vid Uppsala universitet 1954–1966. Hans forskning var inriktad mot reformationstidens idébildning. Doktorsavhandlingen rörde Grundproblemen i Luthers socialetik och utgavs 1934. Han bröt med tidigare forskargenerationers konfessionalistiska agenda och ville se kontinuiteten mellan medeltid och reformationstid. Han utvecklade detta i boken Calvin och reformationen teologi där han jämförde Calvin med Luther, Melanchthon och Thomas ab Aquino och Ockham. Han var ledamot av Uppsala domkapitel 1955–60 och invaldes som ledamot av Humanistiska vetenskapssamfundet i Lund 1944.